# Dąbrówka Ostrowska
Dąbrówka Ostrowska – wieś sołecka w Polsce położona w województwie mazowieckim, w powiecie przasnyskim, w gminie Chorzele.
| SIMC    | Nazwa        | Rodzaj     |
| ------- | ------------ | ---------- |
| 0507408 | Rapaty-Żachy | przysiółek |

W latach 1975–1998 miejscowość administracyjnie należała do województwa ostrołęckiego.
Wierni wyznania rzymskokatolickiego należą do parafii Zmartwychwstałego Chrystusa w Połoniu.